# ياسر باصهي
ياسر باصهي (بالإنجليزية: Yasser Basuhai)‏؛ مواليد 27 مارس 1979 في اليمن، الحديدة، هو لاعب كرة قدم يمني يلعب لنادي الهلال الساحلي ومنتخب اليمن لكرة القدم كمهاجم.

## روابط خارجية
- ياسر باصهي على موقع قاعدة بيانات كرة القدم.إي يو (الإنجليزية)
- ياسر باصهي على موقع ناشيونال فوتبول تيمز (الإنجليزية)
- ياسر باصهي على موقع كووورة